# جنایات جنگی ایالات متحده آمریکا
اتهامات جنایات جنگی علیه ایالات متحده آمریکا به مجموعه‌ای از اتهامات نقض قوانین جنگی توسط نیروهای مسلح ایالات متحده آمریکا اشاره دارد که پس از لازم‌الاجرا شدن کنوانسیون‌های لاهه و کنوانسیون‌های ژنو مطرح شده‌اند. این اتهامات شامل وقایعی چون کشتار غیرنظامیان، بدرفتاری با اسیران جنگی، استفاده از شکنجه و تخریب ناموجه اموال می‌شود.
دولت ایالات متحده این موارد را از طریق قوانین داخلی خود، مانند قانون جنایات جنگی سال ۱۹۹۶ و مواد قانون متحدالشکل عدالت نظامی (UCMJ)، پیگیری می‌کند. با این حال، ایالات متحده اساسنامه رم را که منجر به تأسیس دیوان کیفری بین‌المللی (ICC) شد، امضا کرده اما هرگز تصویب نکرده است. موضع رسمی آمریکا این است که این دیوان بر شهروندان آمریکایی صلاحیت قضایی ندارد، زیرا معتقد است نظام قضایی داخلی آمریکا خود توانایی رسیدگی به این جرائم را دارد. قانون حمایت از اعضای خدمت آمریکایی (ASPA)، که در سال ۲۰۰۲ تصویب شد، این موضع را تقویت کرده و اختیارات دیوان را برای تحقیق دربارهٔ نیروهای آمریکایی محدود می‌سازد.

## چهارچوب قانونی

### قوانین بین‌المللی
قوانین اصلی حاکم بر درگیری‌های مسلحانه شامل کنوانسیون‌های لاهه و کنوانسیون‌های ژنو است. کنوانسیون‌های لاهه بر ابزارها و روش‌های جنگ‌آوری تمرکز دارند، در حالی که کنوانسیون‌های ژنو، به ویژه پس از بازنگری در سال ۱۹۴۹، بر حفاظت از افراد غیر درگیر در جنگ (غیرنظامیان، کادر پزشکی، اسیران جنگی و مجروحان) تأکید می‌کنند. نقض شدید این کنوانسیون‌ها به عنوان "نقض فاحش" (Grave breaches) شناخته شده و جنایت جنگی محسوب می‌شود.

### قوانین داخلی آمریکا
ایالات متحده دارای دو ابزار قانونی اصلی برای پیگرد جنایات جنگی است:
- قانون متحدالشکل عدالت نظامی (UCMJ): این قانون، نظام حقوقی نیروهای مسلح آمریکاست و جرائمی مانند قتل، بدرفتاری و سرقت را که توسط نظامیان حتی در خارج از کشور انجام شود، مورد پیگرد قرار می‌دهد.
- قانون جنایات جنگی سال ۱۹۹۶: این قانون به دادگاه‌های فدرال آمریکا اجازه می‌دهد تا هر فردی (اعم از نظامی و غیرنظامی) را که در داخل یا خارج از آمریکا مرتکب نقض فاحش کنوانسیون‌های ژنو شود، محاکمه کند، مشروط بر اینکه قربانی یا مجرم، تبعه یا عضو نیروهای مسلح آمریکا باشد.

### موضع در قبال دیوان کیفری بین‌المللی (ICC)
ایالات متحده از امضاکنندگان اولیه اساسنامه رم بود اما بعداً در دوران ریاست‌جمهوری جرج دابلیو. بوش، امضای خود را پس گرفت. دلایل اصلی مخالفت آمریکا با ICC شامل نگرانی از پیگردهای سیاسی علیه سربازان و مقامات آمریکایی و اعتقاد به اصل "صلاحیت تکمیلی" است؛ به این معنا که تا زمانی که نظام قضایی یک کشور خود قادر و مایل به رسیدگی به جنایات باشد، دیوان نباید مداخله کند. این موضع در قبال تحقیقات دیوان دربارهٔ اقدامات نیروهای آمریکایی در افغانستان به طور جدی مطرح شد.

## نمونه‌های تاریخی بر اساس درگیری

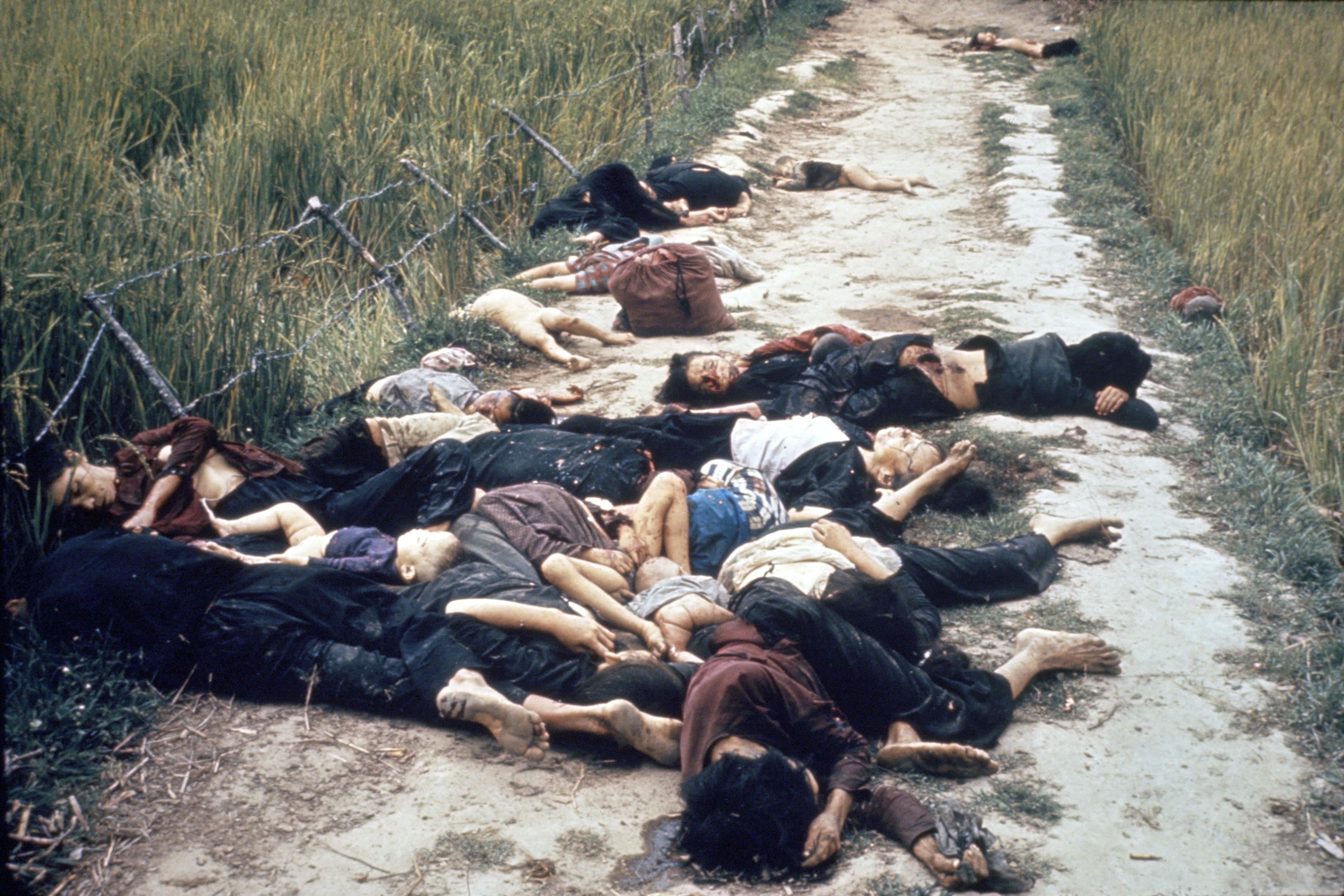
غیرنظامیان ویتنامی کشته‌شده در کشتار مای لای (۱۹۶۸). این حادثه یکی از بدنام‌ترین موارد اثبات‌شده جنایات جنگی توسط نیروهای آمریکایی است.

### جنگ فیلیپین و آمریکا (۱۸۹۹–۱۹۰۲)
در طول این جنگ، گزارش‌های متعددی از استفاده از شکنجه، به ویژه روشی به نام "درمان با آب" (water cure)، و کشتار غیرنظامیان توسط نیروهای آمریکایی منتشر شد. یکی از بدنام‌ترین حوادث، دستور ژنرال جیکوب اچ. اسمیت در جزیره سامار بود که به سربازانش گفت: "من هیچ اسیری نمی‌خواهم. من از تو می‌خواهم که بکشی و بسوزانی. هر چه بیشتر بکشی و بسوزانی، من را بیشتر خشنود خواهی کرد." او دستور داد تمام افراد بالای ده سال کشته شوند. این حوادث منجر به برگزاری جلسات تحقیق در کنگره ایالات متحده آمریکا و محاکمه نظامی برخی افسران شد.

### جنگ جهانی دوم (۱۹۴۱–۱۹۴۵)
نیروهای آمریکایی عموماً به رعایت قوانین جنگی شهرت داشتند، اما چندین مورد جنایت جنگی ثبت شده است:
- کشتار بیسکاری: در سال ۱۹۴۳ در سیسیل، سربازان آمریکایی ۷۳ اسیر جنگی ایتالیایی و آلمانی غیرمسلح را به قتل رساندند. در پی این حادثه، یک گروهبان و یک سروان ارتش آمریکا محاکمه و مجرم شناخته شدند.[۵]
- انتقام‌گیری در داخائو: پس از آزادسازی اردوگاه کار اجباری داخائو در سال ۱۹۴۵، سربازان آمریکایی که از دیدن قساوت‌های نازی‌ها شوکه شده بودند، تعدادی از نگهبانان اس‌اس را که تسلیم شده بودند، اعدام کردند. این پرونده توسط ارتش بررسی شد اما به محاکمه رسمی منجر نشد.[۶]

بمباران شهرهای آلمان و ژاپن، به ویژه بمباران درسدن و بمباران اتمی هیروشیما و ناگاساکی، توسط برخی مورخان و حقوق‌دانان به عنوان جنایت جنگی مورد نقد قرار گرفته‌اند، اما در آن زمان طبق قوانین بین‌المللی به صراحت ممنوع نبودند و هیچ پیگردی در این زمینه صورت نگرفت.

### جنگ کره (۱۹۵۰–۱۹۵۳)
- کشتار نو گون ری: در ژوئیه ۱۹۵۰، صدها پناهجوی غیرنظامی کره‌ای توسط سربازان هنگ هفتم سواره‌نظام آمریکا در نزدیکی روستای نو گون ری کشته شدند. ارتش آمریکا برای دهه‌ها این موضوع را انکار می‌کرد، اما تحقیقات آسوشیتدپرس در سال ۱۹۹۹ منجر به اذعان پنتاگون به وقوع این "تراژدی" شد، هرچند آن را یک جنایت جنگی عمدی ندانست.[۷]

### جنگ ویتنام (۱۹۵۵–۱۹۷۵)
- کشتار مای لای: در ۱۶ مارس ۱۹۶۸، سربازان آمریکایی بین ۳۴۷ تا ۵۰۴ غیرنظامی غیرمسلح ویتنامی، از جمله زنان، کودکان و سالمندان را در روستای مای لای به قتل رساندند. این حادثه که در ابتدا پنهان نگه داشته شد، پس از افشاگری به رسوایی بزرگی تبدیل شد. از ۲۶ سربازی که تحت پیگرد قرار گرفتند، تنها ستوان ویلیام کالی محکوم شد که البته دوران محکومیت او نیز کوتاه بود.[۸]
- عملیات تایگر فورس: یک واحد کماندویی ارتش آمریکا بین ماه‌های می تا نوامبر ۱۹۶۷ مرتکب جنایات متعددی علیه غیرنظامیان، از جمله شکنجه و بریدن گوش قربانیان شد. تحقیقات ارتش این اتهامات را تأیید کرد اما هیچ‌کدام از اعضای این واحد هرگز محاکمه نشدند.[۹]

### جنگ با تروریسم (۲۰۰۱–اکنون)
- شکنجه و آزار زندانیان ابوغریب: در سال ۲۰۰۴، انتشار تصاویری از شکنجه، آزار جنسی و تحقیر زندانیان عراقی در زندان ابوغریب توسط سربازان آمریکایی، جهان را در شوک فرو برد. در پی این رسوایی، ۱۱ سرباز به جرائم مختلف محکوم و به زندان افتادند، اما هیچ مقام عالی‌رتبه‌ای تحت پیگرد قرار نگرفت.[۱۰]
- کشتار حدیثه: در نوامبر ۲۰۰۵، گروهی از تفنگداران دریایی آمریکا پس از انفجار یک بمب کنار جاده‌ای، ۲۴ غیرنظامی عراقی، از جمله زنان و کودکان را در شهر حدیثه به قتل رساندند. از هشت تفنگدار متهم، تنها یک نفر به جرمی خفیف محکوم شد و بقیه تبرئه شدند.[۱۱]
- شکنجه و بازجویی‌های پیشرفته: پس از حملات ۱۱ سپتامبر، آژانس اطلاعات مرکزی (سیا) از روش‌هایی موسوم به «تکنیک‌های بازجویی پیشرفته» مانند القای حس غرق‌شدن در سایت‌های سیاه استفاده کرد. این روش‌ها توسط بسیاری از نهادهای بین‌المللی و حقوقی، مصداق شکنجه و نقض قوانین بین‌المللی تلقی شده است.[۱۲]

## پاسخ و پیگرد قانونی
ارتش ایالات متحده تأکید دارد که به قوانین جنگی پایبند است و موارد نقض را از طریق نظام قضایی خود پیگیری می‌کند. در طول تاریخ، صدها نظامی آمریکایی به دلیل جرائمی مانند قتل، تجاوز و بدرفتاری در مناطق جنگی در دادگاه‌های نظامی (courts-martial) محاکمه و مجازات شده‌اند.
با این حال، منتقدان، به ویژه سازمان‌های حقوق بشری، معتقدند که این پیگردها اغلب به سربازان رده پایین محدود شده و فرماندهان و مقامات عالی‌رتبه که مسئولیت اصلی را بر عهده دارند، به ندرت پاسخگو بوده‌اند. این "شکاف پاسخگویی" یکی از دلایل اصلی اصرار نهادهای بین‌المللی بر لزوم وجود دیوان‌های مستقل مانند ICC است.

#### کشتار سرخ‌پوستان
- کشتار ونددنی

در ۲۹ دسامبر ۱۸۹۰ گردان هفتم سواره‌نظام ایالات متحده در محلی به اسم ووندد نی کریک (به انگلیسی: wounded knee creek)، و به زبان لاکوتایی (Čhaŋkpé Ópi Wakpála) در داکوتای جنوبی حدود 300 تن از مردان، زنان و کودکان لاکوتایی را قتل‌عام کردند. پس از این واقعه به بیست سرباز ایالات متحده نشان افتخار داده‌شد.

#### جنگ فیلیپین و آمریکا
پس از پایان جنگ اسپانیا و آمریکا در سال ۱۸۹۸، اسپانیا فرمانداری کل فیلیپین را به عنوان بخشی از توافق صلح به ایالات متحده واگذار کرد. این امر باعث درگیری بین نیروهای مسلح ایالات متحده و جمهوری اول انقلابی فیلیپین تحت ریاست جمهوری امیلیو آگوینالدو و مبارزان مورو شد.

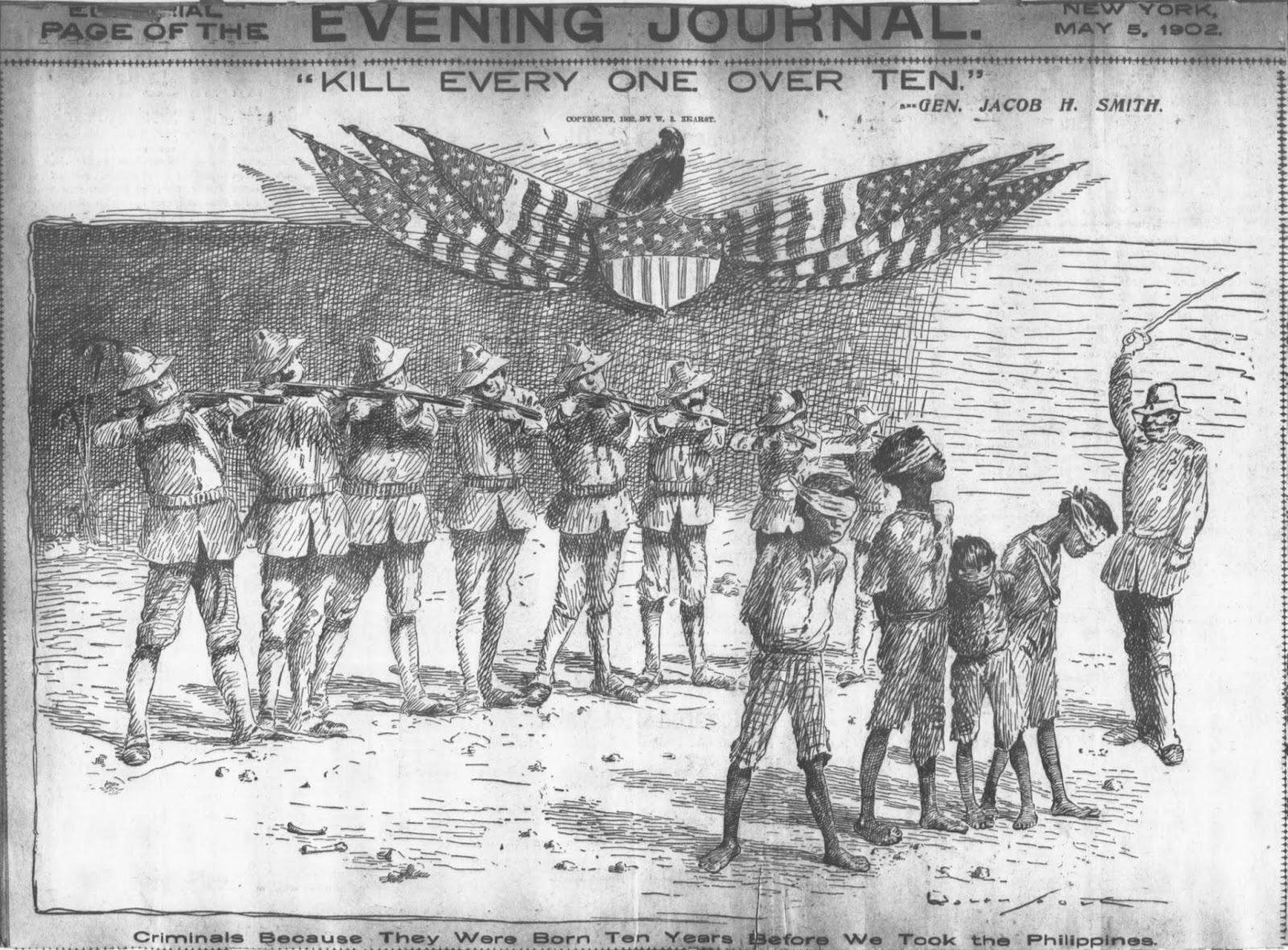
دستور ژنرال جیکوب اچ. اسمیت «همه افراد بالاتر از ده سال را بکشید» به دنبال دستور ژنرال بدنام جیکوب اچ. اسمیت «همه بالاتر از ده سال را بکش» عنوان کارتون نیویورک ژورنال در ۵ می ۱۹۰۲ شد.

در طول ماه مارس آن سال در سراسر سامار، سرتیپ جیکوب اچ. اسمیت به سرگرد لیتلتون والر، افسر فرمانده یک گردان متشکل از ۳۱۵ تفنگدار دریایی ایالات متحده که به نیروهای اسمیت در سامار منصوب شده‌بود، دستور داد تا همه افراد بالای ده سال که «توانایی حمل سلاح در خصومت‌های واقعی دارند» را بکشند.
قتل‌عام گسترده غیرنظامیان فیلیپینی پس از آن اتفاق افتاد که ستون‌های نظامی آمریکایی در سراسر جزیره پیش روی کردند. انتقال مواد غذایی و تجارت به سامار قطع شد و تخریب گسترده خانه‌ها، محصولات کشاورزی و حیوانات بارکش با هدف گرسنگی دادن به انقلابیون فیلیپینی و تسلیم مردم غیرنظامی صورت گرفت. اسمیت از سربازان خود در عملیات داخلی برای جست‌وجوی گروه‌های چریکی در تلاش برای دستگیری ژنرال فیلیپینی ویسنته لوکبان استفاده کرد، اما او هیچ کاری برای جلوگیری از تماس بین چریک‌ها و مردم انجام نداد. والر در گزارشی اظهار داشت که افرادش در یک دوره یازده روزه ۲۵۵ خانه را سوزاندند، ۱۳ کارباو را تیرباران کردند و ۳۹ نفر را کشتند. تحقیقات جامعی که توسط یک نویسنده بریتانیایی در دهه ۱۹۹۰ انجام شد، این رقم را حدود ۲۵۰۰ نفر اعلام کرد. مورخان فیلیپینی معتقدند که این تعداد حدود ۵۰۰۰۰ نفر است. در نتیجه دستور خود در سامار، اسمیت به عنوان زوزه‌کش وحشی شناخته شد. در ماه مه ۱۹۰۲، اسمیت در دادگاه نظامی در ایالات متحده به‌ دلیل دستوری که به والر در سامار داد، محکوم شد.

## جنگ جهانی دوم
با توجه به اینکه متفقین در جنگ جهانی دوم پیروز شده بودند، هیچ‌کدام از جنایات جنگی ایالات متحده در جنگ جهانی دوم توسط دادگاهی مورد بررسی قرار نگرفت، اما برخی اتهامات عنوان شده جنایات جنگی آمریکا عبارت‌اند از:
- محققی به‌نام ریچارد ویگرز آمریکا را متهم کرده که نیروهایش در آلمان به‌طور مستقیم یا غیرمستقیم باعث نرسیدن غذای کافی به اسرای جنگی آلمانی و همچنین غیرنظامیان حاضر در منطقه تحت تسلط خود شده که این باعث مرگ هزاران آلمانی بر اثر گرسنگی شد.[۱۱][۱۲]
- کشتار داخائو: نیروهای آمریکایی تمام آلمانی‌های عضو وافن اس‌اس که در داخائو در سال ۱۹۴۵ به اسارت گرفته بودند را در دم تیرباران کردند.[۱۳]
- کشتار بیسکاری: نیروهای لشکر ۴۵ پیاده نیروی زمینی ارتش آمریکا، ۷۵ اسیر جنگی ایتالیایی را قتل‌عام کردند.[۱۴]
- کشتار کانیکاتی: نیروهای ارتش آمریکا پس از اشغال سیسیل، هشت غیرنظامی ایتالیایی را به قتل رساندند.[۱۵][۱۶]
- کشتار شینونه: در روز اول ژانویه ۱۹۴۵ (روز سال نو) سربازان آمریکایی بیش از شصت اسیر جنگی آلمانی وافن اس‌اس را در نزدیکی روستای شینونه در بلژیک قتل‌عام کردند. مجریان این قتل‌عام هیچ‌گاه توسط دولت آمریکا محاکمه نشدند[۱۷][۱۸]، چون معتقد بودند که «هیچ مدرکی اتهامات وارده را ثابت نمی‌کند».[۱۹]
- در بمباران درسدن در جنگ جهانی دوم ۵۵۰۰ بمب‌افکن نیروی هوایی سلطنتی بریتانیا و نیروی هوایی ارتش آمریکا ۳۹۰۰ تن بمب انفجاری قوی و بمب‌های آتش‌زا را طی ۴ یورش، در کم‌تر از ۱۵ ساعت بر روی درسدن ریختند و ۳۴ کیلومتر مربع از شهر را ویران کردند. در آتش‌سوزی بزرگی که در نتیجه بمباران رخ داد بقایای شهر نیز نابود گردید. به ادعای ارتش آمریکا درسدن یک مرکز مهم نظامی بود که ۱۱۰ کارخانه و ۵۰۰۰۰ شاغل در آن در حمایت از دولت نازی مشغول به فعالیت بودند.[۲۰] دربرابر این، چند پژوهشگر استدلال کرده‌اند که فقط زیرساخت‌های مخابراتی، پل‌ها و مناطق وسیع صنعتی خارج از شهر نبودند که بمباران شدند[۲۱] و حملات بمباران مناطق بدون هیچ فرقی بین نظامی بودن یا نبودن آن‌ها و بدون هیچ تناسبی با اهداف نظامی بود.[۲۲] در تعداد کشته‌شدگان حاصل از این بمباران اختلاف نظر هست که از ۳۴۰۰۰ نفر تا ۱۳۴۰۰۰ نفر گفته شده است که اکثر قریب به اتّفاق غیرنظامی بودند.[۲۳]
- دادگاهی در ژاپن اعلام کرد: بمباران اتمی هیروشیما و ناکازاکی توسط ارتش آمریکا، با توجه به ابعاد وسیع کشتار حاصل از آن، اکثر قوانین پایه جنگ که کنوانسیون‌های بین‌المللی وضع کرده‌اند را نقض کرده است، اما از رای دادن علیه قانونی بودن این بمباران‌ها صرف نظر کرد.[۲۴]

## جنگ ویتنام

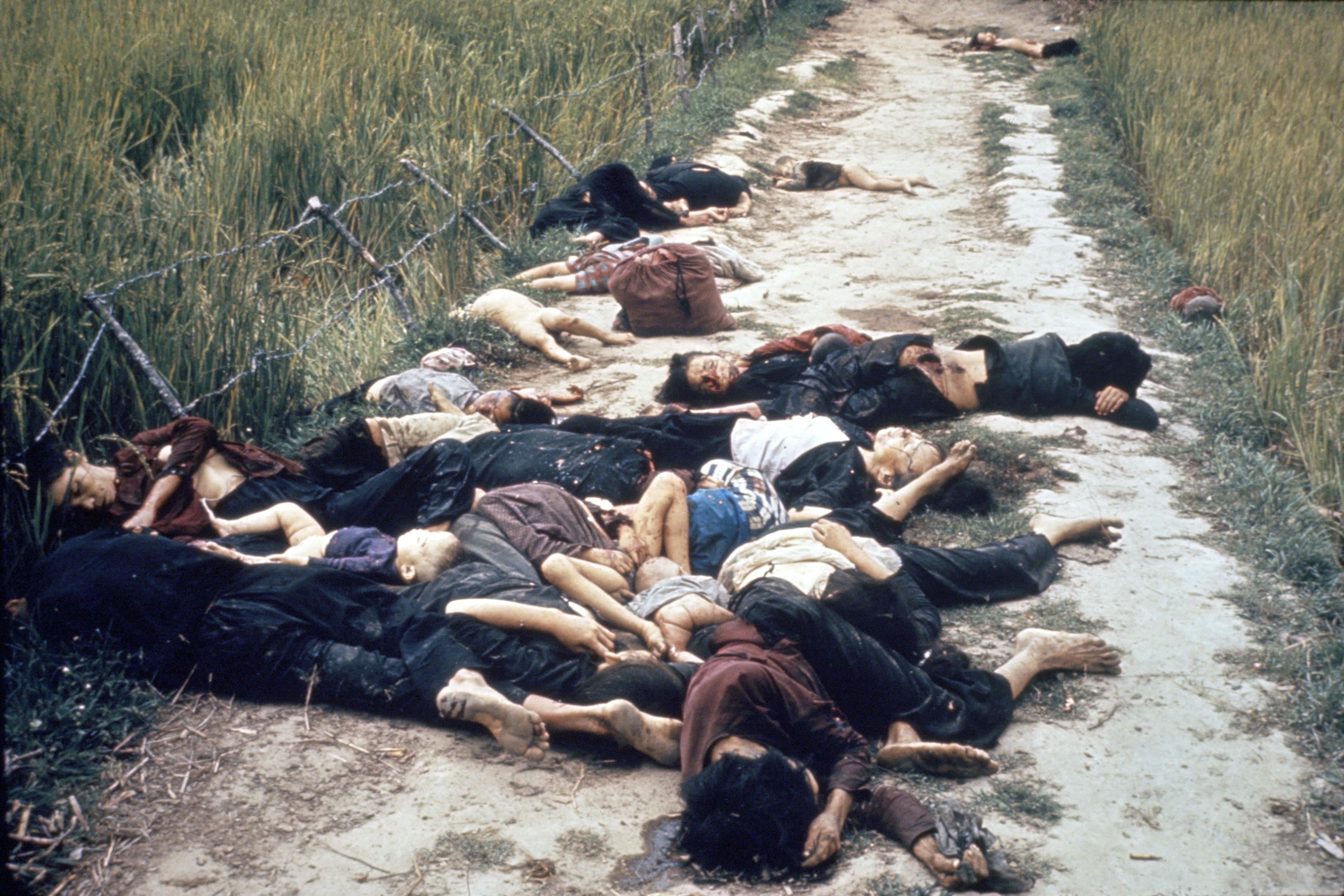
کشتار می لای

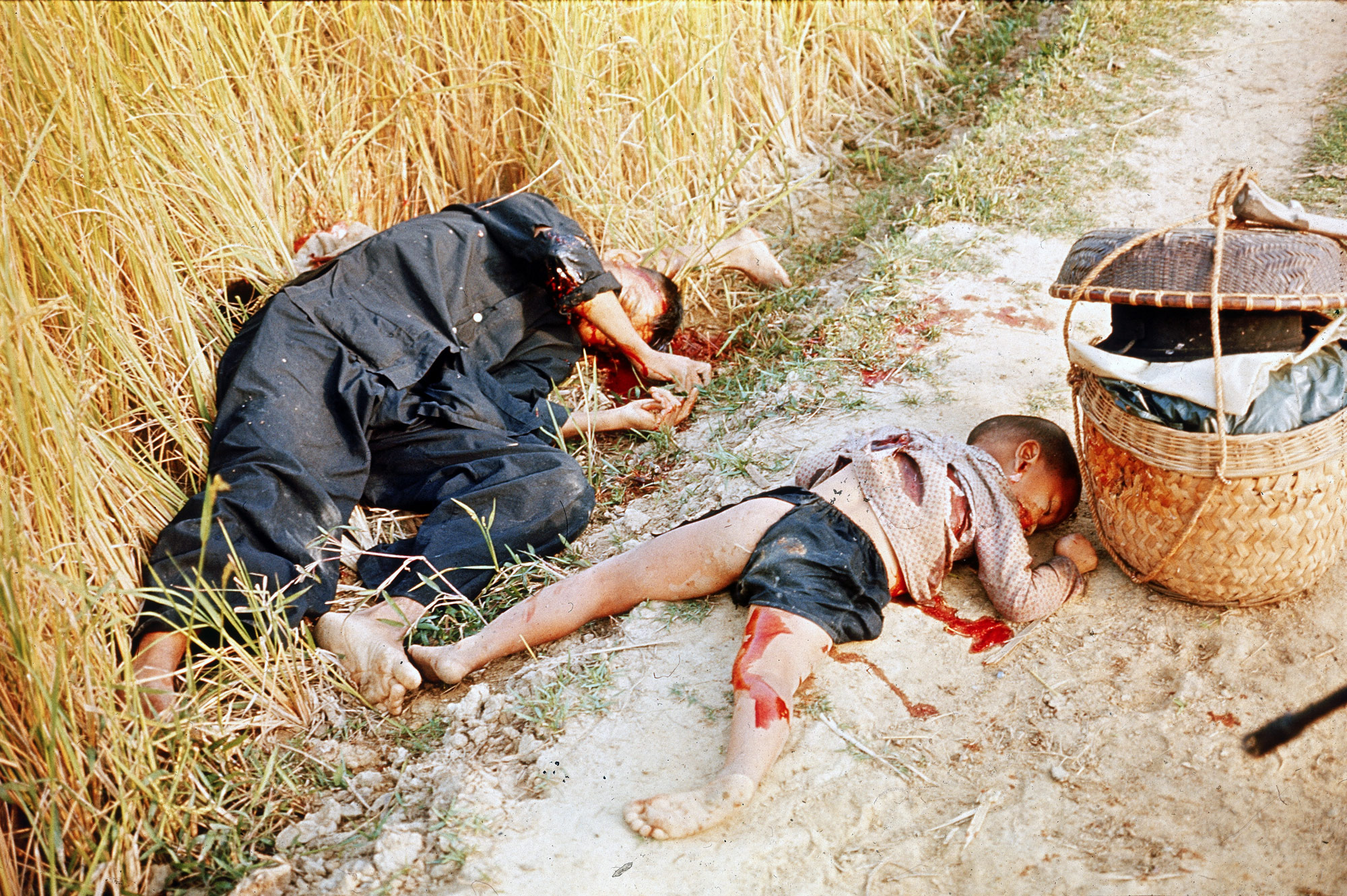
کشتار می لای که طی آن ۳۴۷ تا ۵۰۴ شهروند غیرنظامی جمهوری ویتنام جنوبی توسط سربازان آمریکایی واحد گردان سوم تجسسی ارتش آمریکا پس از شکنجه و تجاوز به شکلی وحشتناک قتل‌عام شدند.

در ۱۶ مارس ۱۹۶۸، تعداد ۳۴۷ تا ۵۰۴ شهروند غیرنظامی جمهوری ویتنام جنوبی توسط سربازان ارتش آمریکا به قتل رسیدند. اکثر قربانیان غیرنظامیان زن و کودک بودند. قبل از قتل، برخی از قربانیان مورد تجاوز، شکنجه و قطع عضو نیز قرار گرفته بودند. برخی از اجساد نیز در جریان کشتار توسط سربازان قطعه قطعه شده بودند.

## جنگ کره
کشتار غیرنظامیان کره در طول جنگ کره بود که طی آن ۳۰۰ شهروند توسط نیروهای ارتش آمریکا و بین ۲۶ تا ۲۹ ژوئیه ۱۹۵۰ در روستای نو گون ری کشته شدند.

## جنگ عراق
- کشتار حدیثه
- کشتار محمودیه
- شکنجه و آزار زندانیان ابوغریب
- کشتار میدان نسور

سرلشکر نیروی زمینی ارتش آمریکا، آنتونیو تاگوبا طی گزارشی اعلام کرد که جورج بوش ریاست جمهوری ایالات متحده آمریکا، شکنجه را به صورت سیستماتیک در عراق مجاز اعلام کرده است و بدین ترتیب مرتکب جنایت جنگی شده است. در ژانویه سال ۲۰۰۶ جانشین رئیس ستاد نیروی زمینی ارتش آمریکا، به تاگوبا اعلام کرد که وی تا ماه ژانویه باید بازنشسته شود. اگر چه هیچ توضیح رسمی برای این دستور داده نشده است ولی خود تاگوبا اعتقاد دارد که این بازنشستگی اجباری به دستور مقامات پنتاگون در تلافی گزارش وی از شکنجه و آزار زندانیان توسط ارتش آمریکا بوده است.
به گفته برخی شاهدان، به نیروهای نظامی آمریکایی، مجوز شلیک مستقیم حتی در شرایط «عدم اطمینان به وجود خطر» داده شده بود و همین مسئله تعداد تلفات غیرنظامیان را افزایش داد. با افزایش چشمگیر تلفات غیرنظامیان عراقی، سازمان‌های حقوق بشری از جمله دیده‌بان حقوق بشر، اتحادیه آزادی‌های مدنی و عفو بین‌الملل از وزارت دفاع آمریکا خواستند تا نقض قوانین بین‌المللی را متوقف کنند.
در ۴ مارس ۲۰۰۵ جولیانا اسگرنا خبرنگار ایتالیایی که مستنداتی از به‌کارگیری خشونت نظامیان آمریکایی علیه غیرنظامیان عراقی در ایست‌های بازرسی در دست داشت و وزارت دفاع آمریکا را به انتشار گسترده آن‌ها تهدید کرده بود در مسیر فرودگاه بغداد مورد حمله تروریستی قرار گرفت و کشته شد.

## جنگ افغانستان

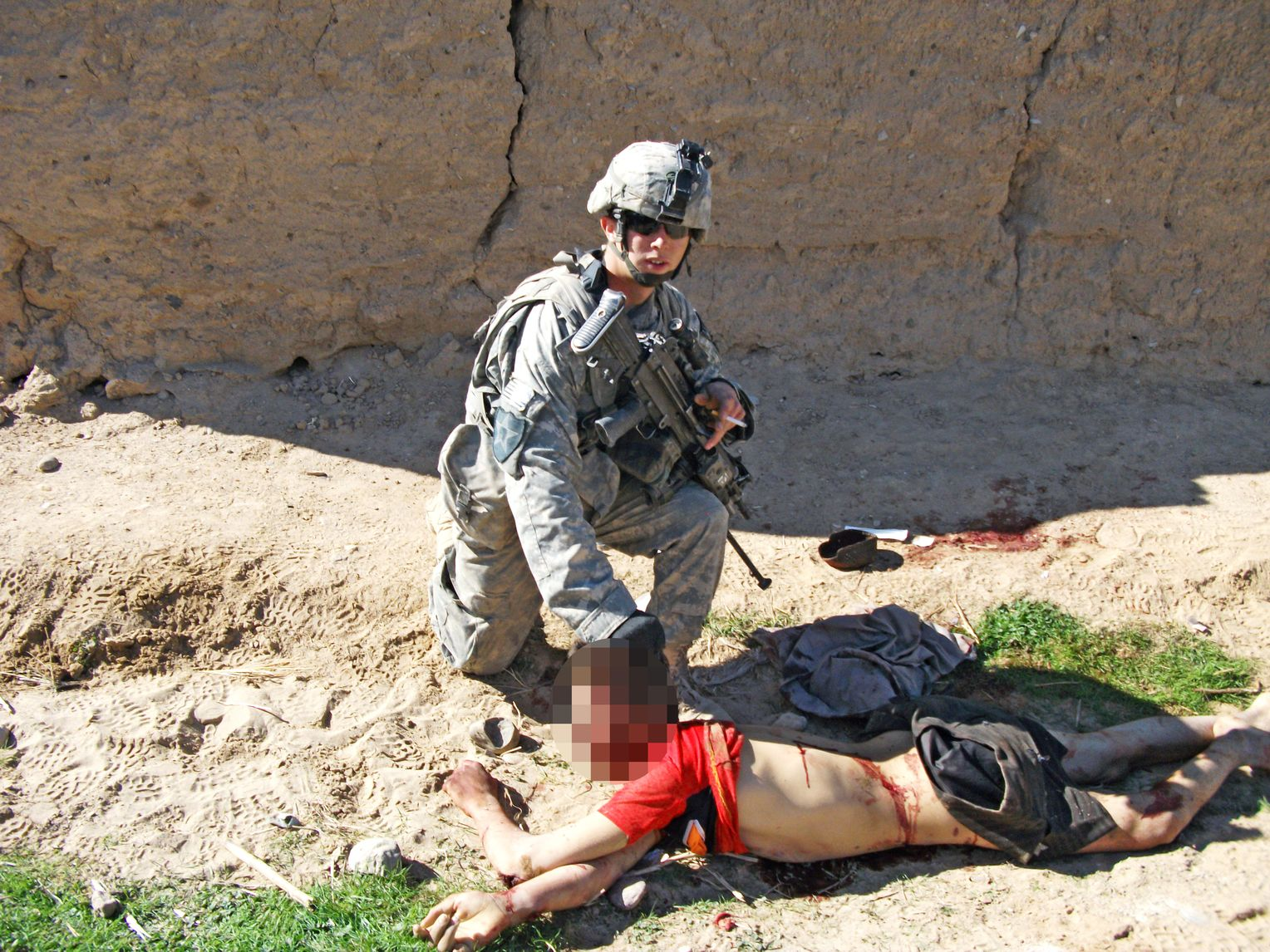
پسر افغان در ۱۵ ژانویه ۲۰۱۰ توسط سربازان ارتش ایالات متحده در جریان قتل‌های ولسوالی میوند، کشته شده است.

در سال ۲۰۰۵، نیویورک‌تایمز گزارش تحقیقی ۲۰۰۰ صفحه‌ای ارتش ایالات متحده در مورد قتل دو زندانی غیرنظامی افغان غیرمسلح توسط پرسنل نظامی ایالات متحده در دسامبر ۲۰۰۲ در منطقه بگرام را به دست آورد. براساس این گزارش‌ها، این دو زندانی، حبیب‌الله و دلاور، بارها به سقف زنجیر شده و مورد ضرب و شتم قرار گرفتند که منجر به مرگ آن‌ها شد. تحقیقات پزشکی قانونی نشان می‌دهد که علت مرگ هردو زندانی شکنجه بوده و آنان به قتل رسیده‌اند. کالبدشکافی ضربه شدیدی را به هر دو پای زندانیان نشان داد و این تروما را با ضربه زدن توسط اتوبوس مقایسه کرد. هفت سرباز در سال ۲۰۰۵ در این مورد متهم شدند.
قتل‌های ولسوالی میوند شامل کشتن سه غیرنظامی افغان توسط گروهی از سربازان در دوره ژوئن ۲۰۰۹ تا ژوئن ۲۰۱۰ بود. هنگ پیاده و تیپ ۵، لشکر ۲ پیاده در آن موقع در میوند، از ولایت قندهار افغانستان مستقر بودند. در تابستان ۲۰۱۰، ارتش پنج عضو جوخه را به قتل سه غیرنظامی افغان در ولایت قندهار و جمع‌آوری اعضای بدن و وسایل آن‌ها به عنوان غنائم متهم کرد.
قتل‌عام قندهار یک قتل‌عام بود که در ساعات اولیه ۱۱ مارس ۲۰۱۲ رخ داد، زمانی که گروهبان رابرت بیلز، ۱۶ غیرنظامی افغان را کشت و شش نفر دیگر را در ولسوالی پنجویی در استان قندهار افغانستان زخمی کرد. ۹ نفر از قربانیان کودک و یازده نفر از کشته‌شدگان از یک خانواده بودند. بیلز صبح همان روز، هنگامی که به مقامات اعتراف کرد که قتل را انجام داده است، بازداشت شد.
ستوان یکم کلینت لورنس رهبر دسته پیاده‌نظام در تیم رزمی تیپ ۴ لشکر ۸۲ هوابرد بود. در سال ۲۰۱۲، لورنس به دو فقره قتل بدون عمد متهم شد، زیرا به سربازانش دستور داد تا به روی سه مرد افغان که سوار موتورسیکلت بودند، آتش گشودند. او در سال ۲۰۱۳ توسط دادگاه نظامی مجرم شناخته شد و به ۲۰ سال زندان محکوم شد (که بعداً در ان بازنگری شد و به ۱۹ سال کاهش یافت). او به مدت شش سال در پادگان انضباطی ایالات متحده در فورت لیونورث، کانزاس محبوس بود. لورانس سرانجام در ۱۵ نوامبر ۲۰۱۹ توسط رئیس‌جمهور دونالد ترامپ مورد عفو قرار گرفت.